# Hashimoto Suguru
Suguru Hashimoto (sinh ngày 16 tháng 6 năm 1982) là một cầu thủ bóng đá người Nhật Bản.

## Sự nghiệp câu lạc bộ
Suguru Hashimoto đã từng chơi cho FC Gifu.